# Anagyrus niger
Anagyrus niger är en stekelart som först beskrevs av Ishii 1928.  Anagyrus niger ingår i släktet Anagyrus och familjen sköldlussteklar. Inga underarter finns listade i Catalogue of Life.